# الشيخ كومارا
الشيخ إبراهيم كومارا (بالفرنسية: Cheick Comara)‏ (مواليد 14 أكتوبر 1993) لاعب كرة قدم إيفواري، يشغل مركز مدافع في نادي الجندل السعودي والمنتخب الإيفواري.

## روابط خارجية
- الشيخ كومارا على موقع الاتحاد الدولي (مؤرشف)  (الإنجليزية)
- الشيخ كومارا على موقع قاعدة بيانات كرة القدم.إي يو (الإنجليزية)
- الشيخ كومارا على موقع ناشيونال فوتبول تيمز (الإنجليزية)
- الشيخ كومارا على موقع Soccerway.com (الإنجليزية)
- الشيخ إبراهيم كومارا على موقع كووورة